# Кислянка (Курганская область)
Кислянка — село в Целинном районе Курганской области. Административный центр Кислянского сельсовета.

## География
Расположено на реке Чёрная примерно в 30 км к юго-западу от села Целинное и в 180 км от Кургана.
Через село проходит автодорога Курган — Троицк.

## Население
| 1989 | 2002  | 2010 |
| ---- | ----- | ---- |
| 1381 | ↘1145 | ↘841 |

По данным переписи 1926 года в селе проживало 434 человека (209 мужчин и 225 женщин), в том числе: белорусы составляли 56 % населения, украинцы - 26 %.

## История
Место, где расположилось село Кислянка, называлось «Чернореченская дача» по названию текущей рядом реки. Её прозвали Черной, так как по берегу рос густой лес, отчего вода казалась чёрной, да и сама она была глубокой, широкой. Первые поселенцы появились здесь в 1890 году. Название села произошло от фамилии жителя, который приехал из Мишкино и поселился за оврагом. Немного позже сюда перебрались МОЖАЕВЫ, Вавиловы, Валетовы, Куцабовы, Халуга, Киселевы, Буренко, Страшниковы, Лобачевы. Много людей приехало из Белоруссии.
Первые поселенцы жили в саманных домиках и землянках. Батраков не нанимали, землю обрабатывали сами, держали много скота. Шили тулупы и шубы.
В лесах, за речкой, жили киргизы. Они разводили скот, который перегоняли в соседний Казахстан, для казахов заготавливали дрова. Был в селе богатый человек по фамилии Шаров, который имел свои магазины. Рядом с магазинами стояло здание, где «били» кирпич.
Местные жители занимались охотой, добывали пушнину. Лось, косуля, заяц, коза, волк, лиса, барсук, горностай, хорь - все это становилось добычей. Водились глухари, тетерева, куропатки, беркуты. В реке в изобилии водились щука, карась, чебак, ерш, гольян. В лесу было много клубники, вишни, костянки, брусники, смородины, боярки, калины.
До 1917 года входило в состав Кочердыкской волости Челябинского уезда Оренбургской губернии. По данным на 1926 год состояло из 93 хозяйств. В административном отношении являлось центром Кислянского сельсовета Кочердыкского района Челябинского округа Уральской области.
В годы Великой Отечественной войны отсюда ушли на фронт сорок человек, вернулись лишь десять. В годы Великой Отечественной войны в селе был организован детский дом для эвакуированных детей из Белоруссии, Украины и других территорий, оккупированных немцами. После войны детский дом реорганизовали во вспомогательную школу.
В 1954 году при МТС в Кислянке обучались комбайнеры и трактористы из Рачеевки, Мануйлово, Кременевки и других деревень.

## Примечание
1. 1 2  Всероссийская перепись населения 2010 года. Численность населения Курганской области
2. 1 2  Список населённых пунктов Уральской области. — Свердловск: Издание орготдела Уралоблисполкома, Уралстатуправления и окружных исполкомов, 1928. — Т. 15: Челябинский округ. — 88 с.